# Exidiopsis badia
Exidiopsis badia är en svampart som beskrevs av P. Roberts 2003. Exidiopsis badia ingår i släktet Exidiopsis och familjen Auriculariaceae.   Inga underarter finns listade i Catalogue of Life.